# Gawdawpalin
Le Gawdawpalin est un temple bouddhique de Bagan, au Myanmar. Sa construction débuta sous le règne de Narapatisithu (1173–1210) et se termina sous celui de son fils Htilominlo (1211-1234).

C'est un des plus grands temples de Bagan (65X52 m) et le second pour la hauteur après le Thatbyinnyu, qui lui servit de modèle. Il possède deux étages, avec de nombreuses terrasses. Il a beaucoup souffert du tremblement de terre du 8 juillet 1975 : la tour-sanctuaire (sikhara) s'écroula sur l'étage supérieur, lui-même très endommagé. Une première campagne de reconstruction eut lieu de 1976 à 1982 ; le sikhara a été reconstruit en ciment, creux, en 1991-92.

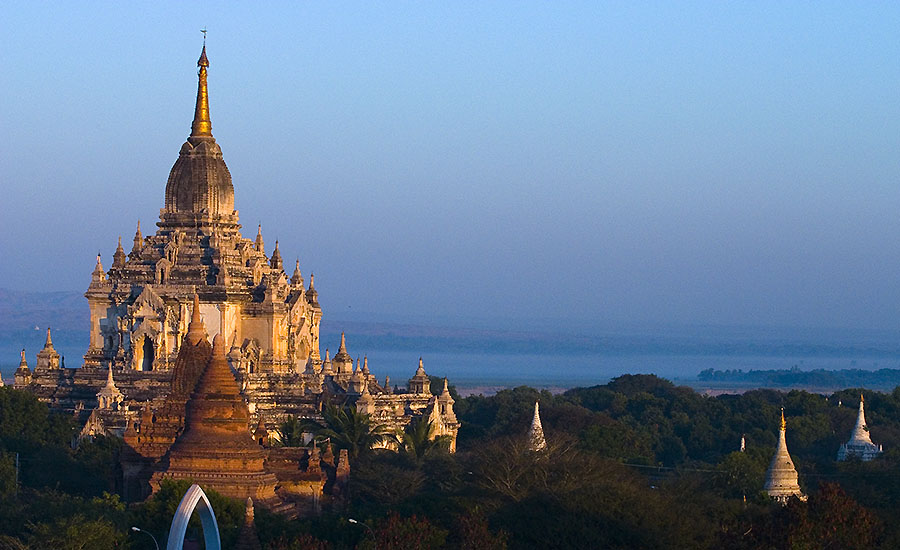
Le Gawdawpalin en 2004, avec l'Irrawaddy à l'arrière-plan